# いわくにバス
いわくにバス株式会社は、山口県岩国市に本社を置くバス事業者である。
岩国市の公営バス事業者であった岩国市交通局（地方公営企業）の危機的状況を打開する目的で、岩国市交通局が全額出資した「法人形態の公企業」として2009年（平成21年）に設立され、2010年（平成22年）4月1日より路線バスの運行を開始した。

## 概要
設立当初は単純な民営化ではなく、高速バスと一部の路線バスを岩国市交通局から譲受して自主運行するほか、岩国市交通局からコミュニティバス「くるりん」などの運行を受託する「分営化」という形を取った。
モータリゼーションなどにより、ピーク時には1,000万人を超えた岩国市交通局の利用客は減少が続き、民営化後の2011年度の利用者は約200万人であった。
初代社長は公募によりパナソニック出身の松島馨が就任したが、療養のため2012年（平成24年）に退職。2代目社長も公募が行われ、ジェイアールバス関東出身の上田純史が同年7月17日付で就任した。
岩国錦帯橋空港線の乗客増などもあり、2013年には「分営化」後3年で初の実質黒字を達成した。
2015年（平成27年）3月31日に岩国市交通局が閉局され、翌日から岩国市交通局の全路線を譲受した。車両の一部は直接譲受するのではなく、岩国市からの無償貸与を受ける形となっている。
2016年（平成28年）9月27日より、岩国錦帯橋空港シャトルバス車両にPASPYを導入し、ICOCAも利用可能となった。ただし、PASPY割引は適用されない。当該車両では山口県共通バスカードが使用不可になるほか、岩国市発行の敬老優待乗車証との併用はできず、現金または優待回数券で支払う必要がある。
2017年（平成29年）7月1日より、高速バス「岩国 - 広島線」使用車両でもPASPYを導入した。ただし、PASPY割引は適用されない。当該車両では山口県共通バスカードが使用不可になる。
2024年（令和6年）より、PASPY廃止に伴い簡易ICOCA端末を設置した。PASPYの後継として広島電鉄が開発したMOBIRY DAYSは導入されない。

### 本社及び営業所
- 本社 - 岩国市日の出町3-10
- 岩国駅前切符売場 - 岩国市麻里布町2丁目1−20
- 錦帯橋バスセンター - 岩国市岩国1丁目1

車庫は本社にのみ存在（他2箇所は営業窓口）

## 沿革
- 2009年（平成21年）10月26日 - 会社設立。
- 2010年（平成22年）4月1日 - 岩国市交通局より岩国駅 - 錦帯橋・新岩国駅方面、岩国駅 - 梅が丘および高速バスの路線を譲受して運行開始[3]。
- 2012年（平成24年）
  - 10月26日 - 5月に行われた国土交通省中国運輸局の監査の結果「乗務時間等の基準の遵守違反」「点呼の実施義務違反」など、5件の旅客自動車運送事業運輸規則違反があったとして、輸送施設（バス）の使用停止30日車（1台×30日間）の行政処分を受ける[11][12]。
  - 12月13日 - 岩国飛行場の軍民共用化に伴い、岩国錦帯橋空港発着路線の運行を開始。高速バスの一部が岩国錦帯橋空港経由となるほか、岩国駅とのシャトルバスを運行。
- 2013年（平成25年）9月3日 - 岩国市議会9月定例会において、当期利益が103万円余の黒字となったことが報告され、分営化以降初の実質黒字となる[13]。
- 2015年（平成27年）
  - 4月1日 - 岩国市交通局の路線を全面譲受[8]。
  - 5月11日 - 複数の路線で運賃の誤表示があったことが判明。運賃計算・管理システムの不具合及び入力ミスが原因とされる[14]。
  - 10月1日 - 「岩国市過疎地域乗合バス」運行開始[15]。
  - 10月6日 - 同社の貸切バスが3月18日から25日までのうち、5日間の無車検運行をしていたことを受け、国土交通省中国運輸局が実施した監査の結果、「バスの種別ごとの数の変更の無届け」「乗務員台帳の不備」など複数の道路運送法違反及び旅客自動車運送事業運輸規則違反があったとして、事業用自動車（貸切バス）の使用停止110日車（2台×55日）の行政処分を受ける[16]。
- 2016年（平成28年）
  - 9月3日 - 「過疎地域乗合バス」の一路線で運転手が一部経路で勝手に運行中断（バス停飛ばし）していたと発表[17][18]。これにより再度の行政処分を受ける[17]。
  - 11月頃 - バスロケーションシステム「BUSit」導入[19]
- 2017年（平成29年）3月26日 - 防長交通が高速バス広島線の運行から撤退し、いわくにバスの単独運行になる。広島側の運行支援業務は引き続き防長観光バス広島営業所が担当する。
- 2018年（平成30年）
  - 3月31日 - この日をもって岩国医療センター線（[62]・[66]系統）、年1回（4月第3金曜日）の運行となっていた和木線（[1]系統；岩国駅 - JXエネルギー）など7路線の一部17.8kmを廃止すると共に、岩国駅東口周辺など2.5kmを休止とする[20]。
  - 4月1日 - ダイヤ改正。日の出町車庫線と他路線との直通便を岩国駅で系統分割する。
  - 12月24日 - この日をもって「過疎地域乗合バス」叶木線（[88]系統）の委託運行を終了、第一交通（第一交通産業グループ）に移管[17]。
  - 12月26日 - この日をもって「過疎地域乗合バス」持ヶ峠線（[44]系統）の委託運行を終了、第一交通に移管[17]。
- 2019年（平成31年）3月16日 - ダイヤ改正。行先番号（バス系統ナンバリング）を変更[21][22]。
- 2020年（令和2年）10月1日 - 「過疎地域乗合バス」二鹿線（[26]系統）を第一交通に路線移管[23]。
- 2022年（令和4年）9月30日 - この日をもって、北河内線、上迫線、上阿品線を廃止[24]。
- 2023年（令和5年）
  - 3月31日 - この日をもって、南河内（廿木）線を廃止[25]。
  - 9月30日 - この日をもって、大藤線を廃止、路線短縮のうえ、柱野（六呂師口）線に変更[26]。

## 路線

### 高速バス
岩国 - 広島線
広島市と岩国市中心部・岩国錦帯橋空港を結ぶ高速バス路線。2006年（平成18年）3月4日運行開始（岩国市交通局・防長交通の共同運行）、2010年4月1日より岩国市交通局分の運行を譲受する。平日11往復・土日祝日13往復運行。
岩国市交通局時代は「錦帯ブルーライナー」の愛称があったが、現在は用いられていない。席は全席自由席。
沿革

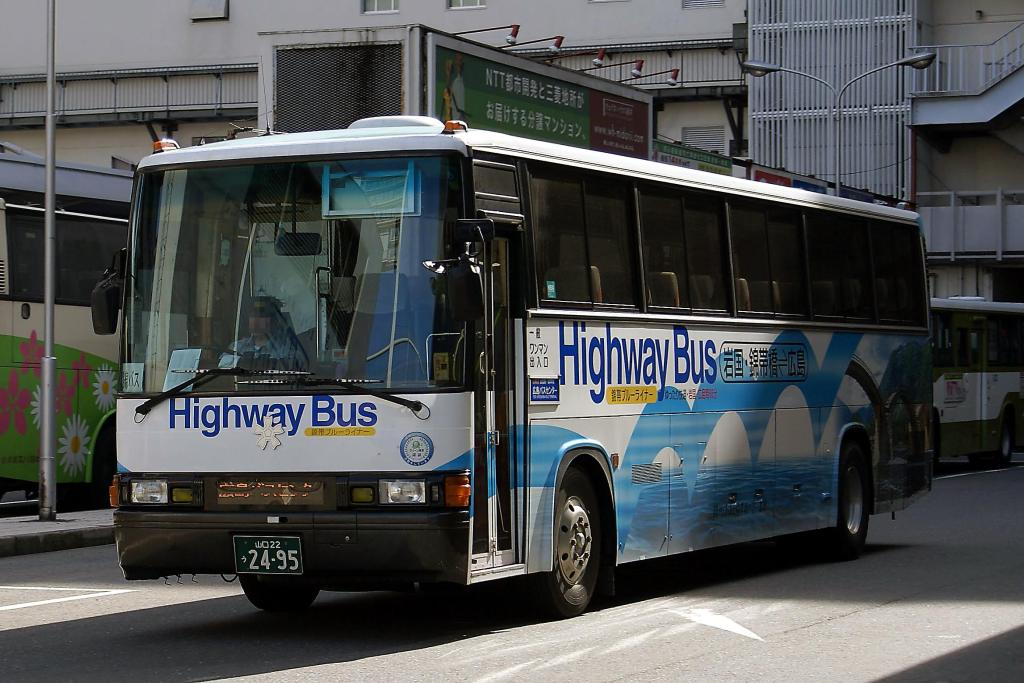
岩国市交通局　山口22う24-95

- 2005年8月24日 - 岩国市交通局が同局初の高速バスを岩国-広島市間に運行するため、広島市との協議に議決を求める議案を岩国市の9月市議会に提案することを明らかにする。
- 2005年12月22日 - 防長交通が単独で運行開始。1日4往復。
- 2006年3月4日 - 岩国市交通局が参入。同局運行便は錦帯ブルーライナーの愛称がつけられた。両社合計で1日8往復に増便。
- 2006年7月29日 - 1日13往復に増便。
- 2006年12月1日 - 岩国発着便1往復を由宇駅前まで延長。
- 2008年3月15日 - 岩国発着便土曜・日曜のみ1往復増便。
- 2010年4月1日 - 岩国市交通局運行便を同局の子会社であるいわくにバスに移管。周防大島発着便は由宇発着便の延長も含めて4往復に増便されるが、同時に東瀬戸 - 周防久賀間が廃止に。
- 2011年4月1日 - 岩国発着便土日の1往復を廃止
- 2012年12月13日 - 岩国錦帯橋空港開港にあわせ、岩国発着便の2往復が岩国錦帯橋空港経由に
- 2014年12月1日 - ダイヤ改正。東瀬戸発着便を1往復に減便、岩国発着の防長担当便も1往復に減便。それに伴い1月2日から4日まで防長担当便の代替運行便を設定(全便いわくにバス担当)、新たに岩国市内路線バス乗り継ぎ割引制度を開始する。
- 2015年4月1日 - ダイヤ改正。いわくにバス担当便を平日2往復、土日祝日3往復増便。日の出町車庫発岩国錦帯橋空港経由便を1便に減便。交通局バス停の名称を日の出町車庫へ名称変更する。
- 2016年4月1日 - ダイヤ改正。岩国発着便のうち1.5往復を岩国駅発着に、1.5往復を岩国錦帯橋空港発着に変更。また、関戸バス停のパークアンドライド駐車場（市有地）が錦帯橋架け替え工事の拠点となることから閉鎖となり、新たに岩国インターバスターミナル（「上多田」から改称）にパークアンドライド駐車場を設ける。
- 2017年3月26日 - ダイヤ改正。防長交通が本路線の運行から撤退（同時に東瀬戸発着便を廃止）し、いわくにバス単独運行（岩国発着平日11往復、土日祝日13往復）になる。
- 2017年7月1日 - PASPYを導入。ただし、PASPY割引は適用されない。これに伴い、山口県共通バスカードが使用不可になる。
- 2024年2月27日 - PASPYのサービス終了を控えICOCAを導入。簡易型IC端末での対応となる。

運行経路・停車停留所
- 太字は停車停留所。広島BC - 修道大学前間のみ、上多田 - 日の出町車庫・有家間のみの相互利用はできない。ただし、錦帯橋 - 岩国錦帯橋空港間の相互乗降のみ利用が認められている。

広島バスセンター - 中広出入口 - 広島高速4号線 - 沼田出入口 - 沼田料金所前 - 大塚駅 - 広域公園前（修道大学前） - 五日市IC - 山陽自動車道 - 岩国IC - 岩国インターバスターミナル - 国道2号 - 関戸 - 錦帯橋 - 裁判所前 - 一の滝 - 市役所 - 岩国駅（西口） -  （岩国錦帯橋空港） - 東中学校 - 日の出町車庫
- 岩国インターバスターミナル・日の出町車庫にはパークアンドライド用の駐車場が設けられている。
- 岩国錦帯橋空港には1.5往復が始発・終着となり、日の出町車庫発着のうち2.5往復が停車。
- 広島側の運行支援業務は防長観光バス広島営業所が担当。

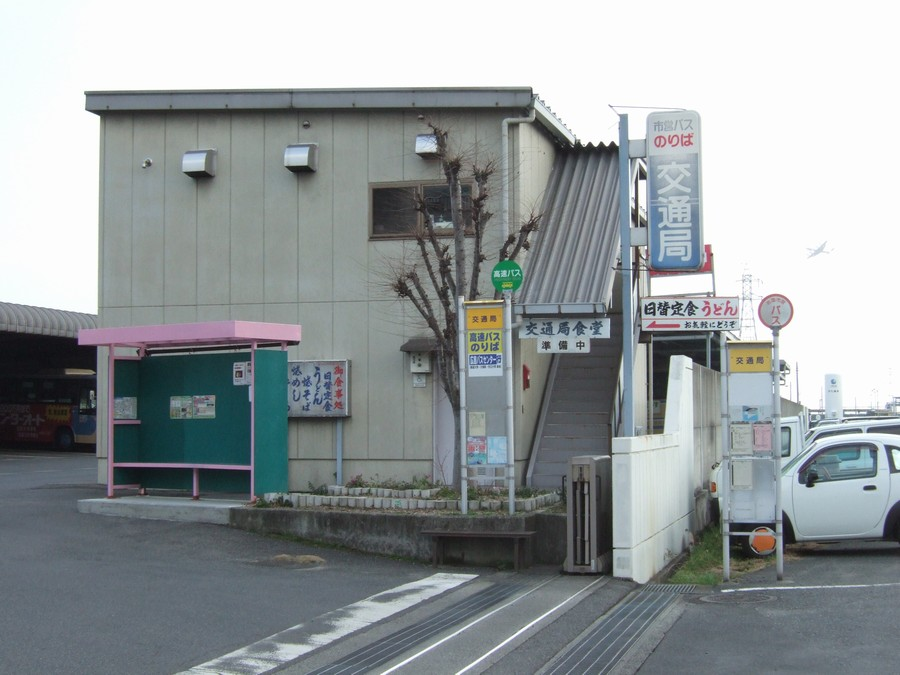
本局併設の交通局バス停留所 （2007年2月23日撮影）
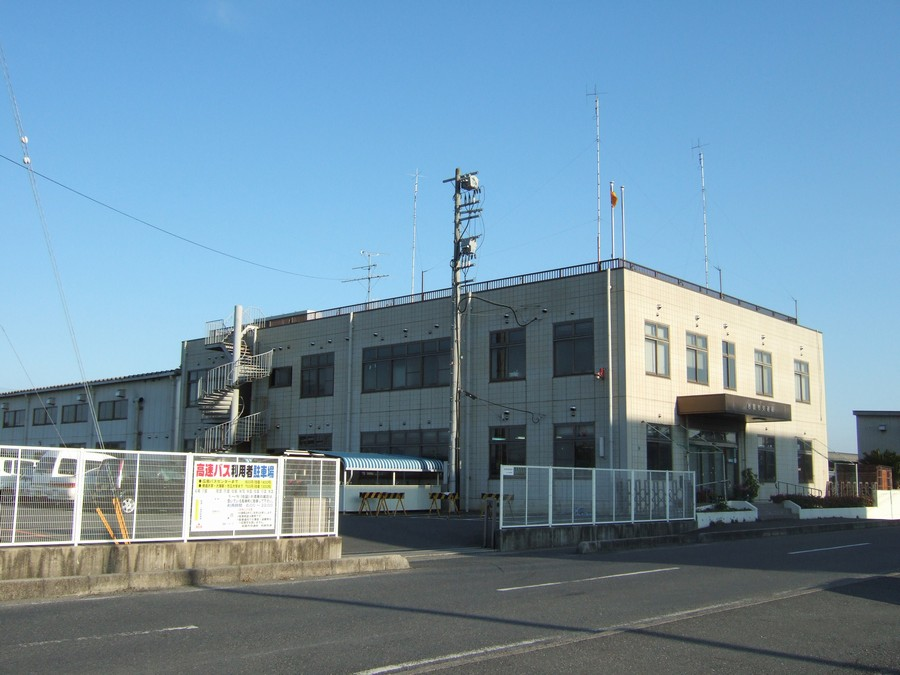
本局隣接の高速バス利用者用駐車場 （2007年2月24日撮影）
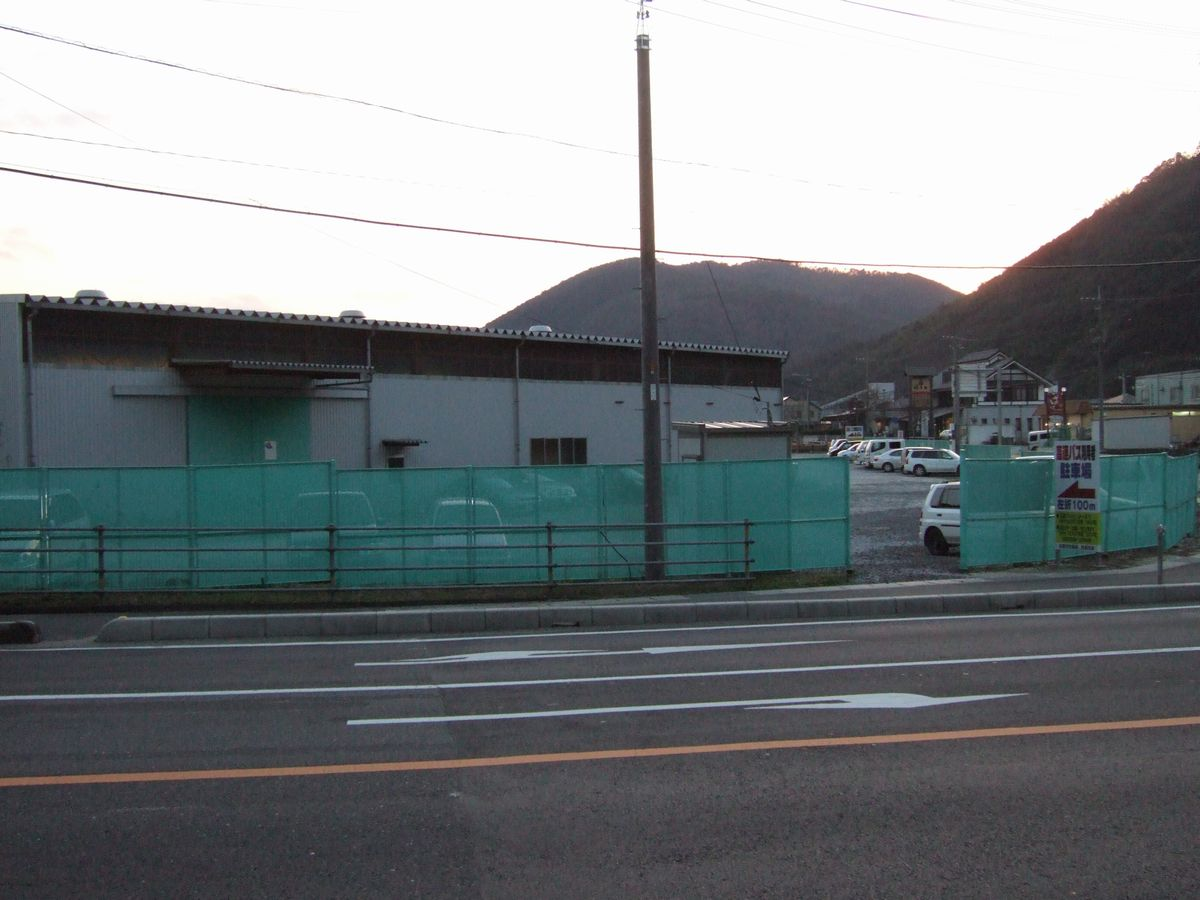
関戸バス停留所近傍の高速バス利用者用駐車場（国道2号より） （2007年3月9日撮影）
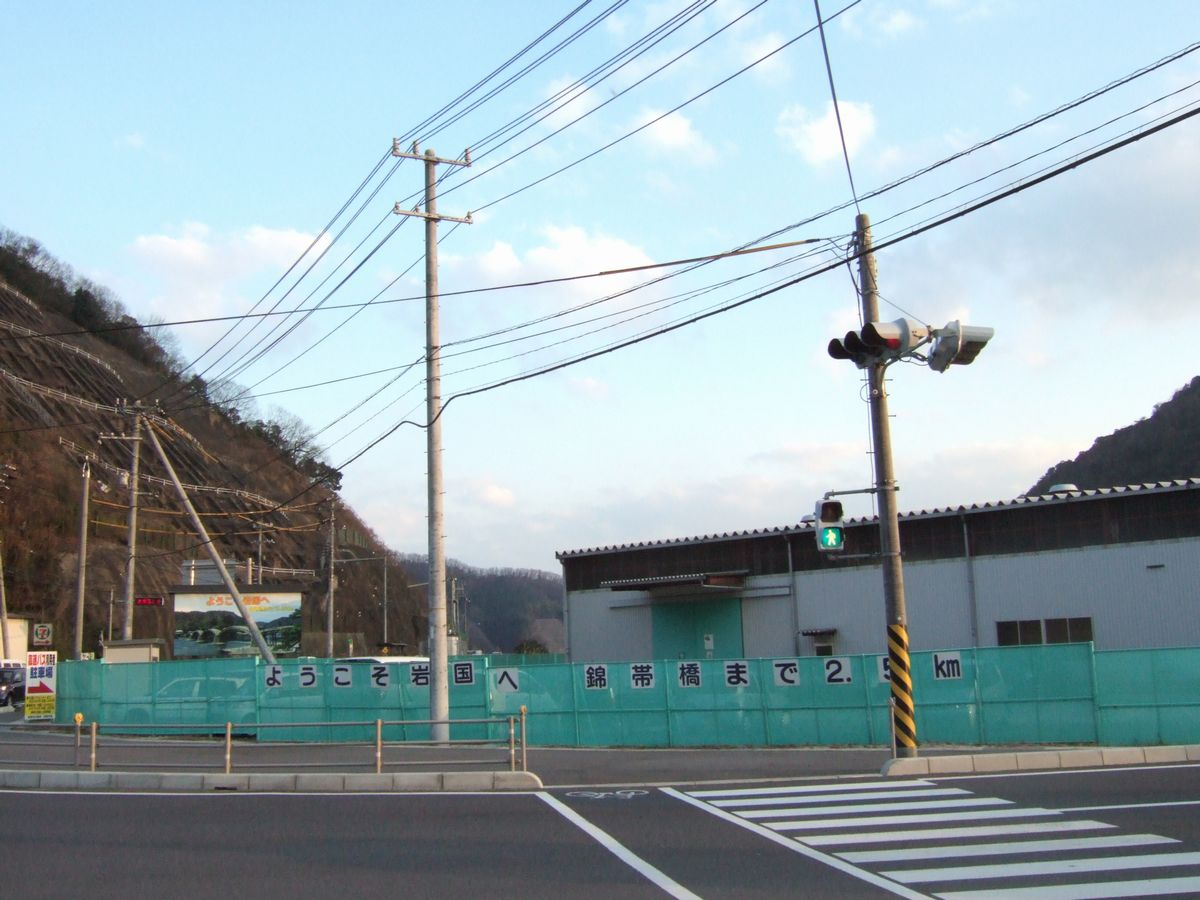
関戸バス停留所近傍の高速バス利用者用駐車場（山口県道・広島県道1号岩国大竹線より） （2007年3月9日撮影）

### 空港アクセスバス

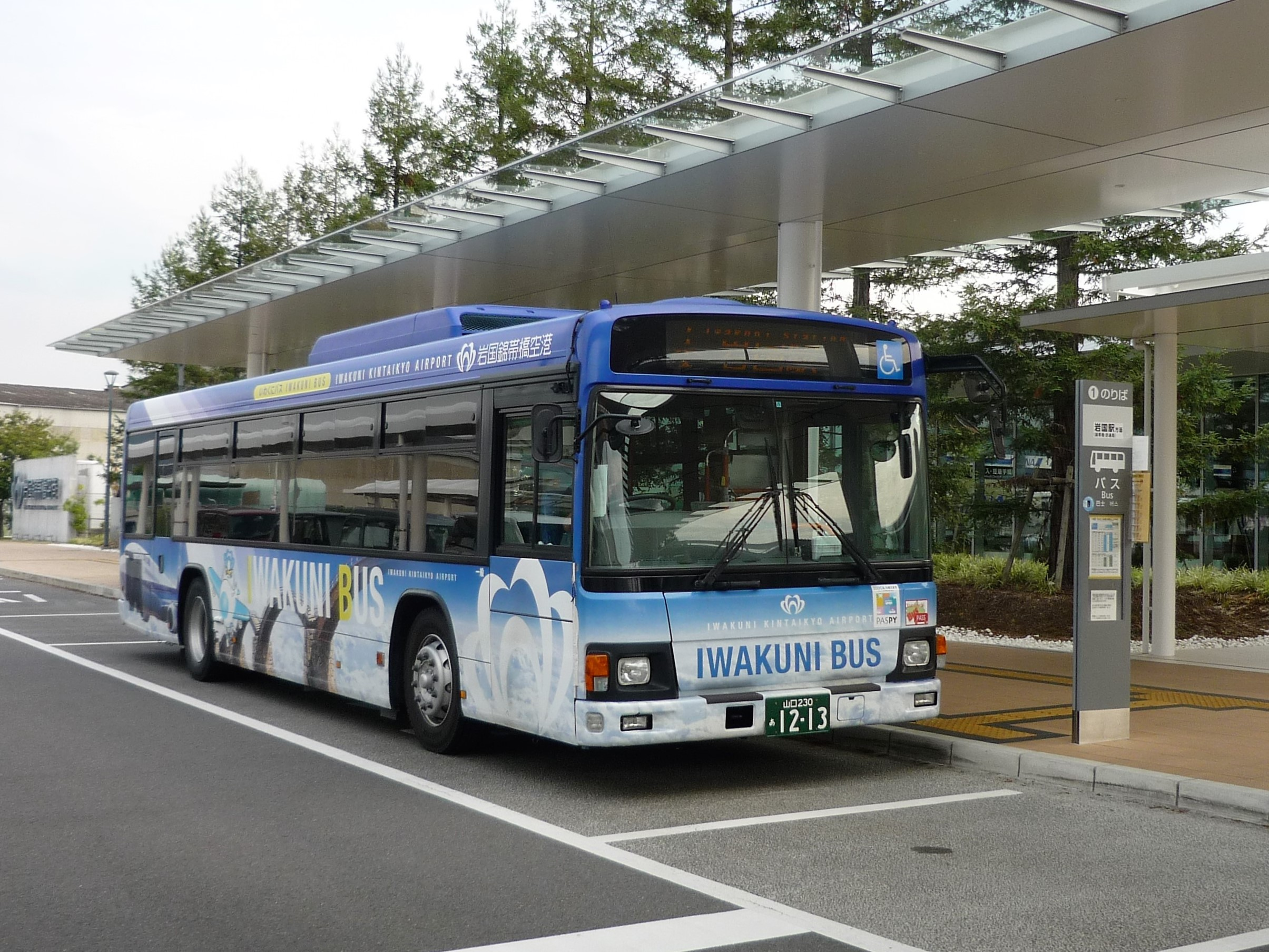
岩国錦帯橋空港に停車中の空港アクセスバス

岩国錦帯橋空港のPRキャラクターである「ソラッピー」の愛称がある。航空便に合わせて発着。
- 岩国錦帯橋空港 - 岩国駅東口 - 岩国駅（西口）
- 岩国錦帯橋空港 - 岩国駅東口 - 日の出町車庫
- 岩国錦帯橋空港→岩国駅東口→錦帯橋

### 一般路線バス
2019年3月16日のダイヤ改正にあわせて行先番号（バス系統ナンバリング）を変更した。
錦帯橋・新岩国線
- [快速] 岩国駅（西口） - 錦帯橋
- [11] 岩国駅（西口） - 室の木 - 裁判所 - 錦帯橋
- [12] 岩国駅（西口） - 三笠橋 - 今津四丁目 - 裁判所 - 錦帯橋
- [13] 岩国駅（西口） - 室の木 - 裁判所 - 錦帯橋 - 千石原
- [14] 岩国駅（西口）→三笠橋→今津四丁目→長山公園→裁判所→錦帯橋
- [16] 岩国駅（西口） - 三笠橋 - 今津四丁目 - 山手サンランド - 桜ヶ丘 - 西岩国駅 - 錦帯橋
- [21] 岩国駅（西口） - 室の木 - 裁判所 - 錦帯橋 - 下多田 - 新岩国駅
- [26] 岩国駅（西口） - 三笠橋 - 今津四丁目 - 山手サンランド - 桜ヶ丘 - 裁判所 - 錦帯橋 - 下多田 - 新岩国駅 - 柱野駅 - 大藤
- 岩国駅（西口） - 室の木 - 裁判所 - 錦帯橋 - 下多田 - 新岩国駅 - （県道1号森ヶ原バイパス経由） - 由宇カープ練習場
  - 新岩国駅 - 由宇カープ練習場間は広島東洋カープ二軍主催のウエスタン・リーグ公式戦開催日のうち土曜・日曜・祝日のみ運行（試合中止・無観客試合の場合は運休）。

梅ヶ丘循環線
- [32][30] 岩国駅（西口） - 三笠橋 - 今津四丁目 - 裁判所 - 錦帯橋 - 川西 - 平田 - 梅が丘 - 天地 - 緑ヶ丘 - 南岩国駅 - （岩国医療センター） - 大薮 - 今津四丁目 - 三笠橋 - 岩国駅（西口）
  - 「岩国駅→錦帯橋→岩国医療センター→岩国駅」が[32]、逆回りが[30]

県営黒磯線
- [区間快速34] 岩国駅（西口） - 三笠橋 - 今津四丁目 - 裁判所 - 錦帯橋 - 川西 - 平田 - 天地 - 海土路二丁目 - 灘小学校南 - 藤生駅 - 県営黒磯
- [34] 岩国駅（西口） - 三笠橋 - 今津四丁目 - 裁判所 - 錦帯橋 - 川西 - 平田 - 天地 - 中央図書館 - 恵美須 - 藤生駅 - 県営黒磯
- [70] 岩国駅（西口） - 三笠橋 - 今津四丁目 - 大薮 - （岩国医療センター） - 南岩国駅 - 東洋紡 - 恵美須 - 藤生駅 - 県営黒磯
- [72] 岩国駅（西口） - 三笠橋 - 今津四丁目 - 大薮 - 岩国医療センター - 南岩国駅 - 東洋紡 - 恵美須 - 〔海土路団地→一本杉〕 - 藤生駅 - 県営黒磯
  - 上り・下りとも「海土路団地→一本杉」の順に運行。

- [74] 岩国駅（西口） - 三笠橋 - 今津四丁目 - 大薮 - 岩国医療センター - 南岩国駅 - 緑ヶ丘 - 〔海土路団地→一本杉〕 - 藤生駅 - 県営黒磯
  - 上り・下りとも「海土路団地→一本杉」の順に運行。

牛野谷循環線
- [51] 岩国駅（西口） - 三笠橋 - 基地前 - 門前橋 - 岩国医療センター - 牛野谷 - 川西 - 錦帯橋 - 裁判所 - 室の木 - 岩国駅（西口）
- [51] 岩国駅（西口） - 三笠橋 - 基地前 - 門前橋 - 岩国医療センター - 商業高校 - 牛野谷 - 西岩国駅 - （裁判所 - 錦帯橋 - 裁判所） - 室の木 - 岩国駅（西口）

岩国医療センター線
- [60] 岩国駅（西口） - 三笠橋 - 今津四丁目 - 大薮 - 岩国医療センター
- [61] 岩国駅（西口） - 三笠橋 - 基地前 - 門前橋 - 岩国医療センター

長野口・潮風公園線
- [81] 岩国駅（西口） - 三笠橋 - 基地前 - 門前橋 - （岩国医療センター） - 南岩国駅 - 東洋紡 - 恵美須 - 藤生駅 - 通津駅 - 長野口 - 由宇駅前 - 潮風公園
- [83] 岩国駅（西口） - 三笠橋 - 基地前 - 門前橋 - 岩国医療センター - 南岩国駅 - 東洋紡 - 恵美須 - 藤生駅 - 浪の浦団地 - 通津駅 - 長野口 - 由宇駅前 - 潮風公園
- [85] 岩国駅（西口） - 三笠橋 - 基地前 - 門前橋 - （岩国医療センター） - 南岩国駅 - 東洋紡 - 恵美須 - 藤生駅 - 通津駅 - 長野口 - 大歳

天地線
- [91] 岩国駅（西口） - 三笠橋 - 基地前 - 門前橋 - 岩国医療センター - 南岩国駅 - 東洋紡 - 中央図書館 - 天地

和木線
- [W1] 岩国駅（西口） - 立石二丁目 - 新港 - 装束会館 - 和木駅
- [W2] 岩国駅（西口） - 昭和橋 - 新港 - 装束会館 - 和木駅 - 御堂原 - 小川津 - 上迫
- [W3] 岩国駅（西口） - 昭和橋 - 新港 - 装束会館 - 和木駅 - 御堂原

日の出町車庫線
- [M] 岩国駅（西口） - 三笠橋 - 日の出町車庫
- [S] 岩国駅（西口） - 三笠橋 - 岩国駅東口 - 昭和町 - 日の出町車庫 - サンライズクリーンセンター
  - 日の出町車庫 - サンライズクリーンセンター間は4月下旬運行開始予定（サンライズクリーンセンターに隣接する日の出公園の休園日は運休）。サンライズクリーンセンター行きは日の出町車庫で乗客がいない場合はそこで運行打ち切り。

### 廃止路線
北河内線、南河内（廿木）線、上阿品・北河内線
- [22] 岩国駅（西口） - 三笠橋 - 今津四丁目 - 裁判所 - 錦帯橋 - 下多田 - 新岩国駅 - 廿木 - 南河内駅入口 - 行波駅入口 - 北河内駅

- [23] 岩国駅（西口） - 室の木 - 裁判所 - 錦帯橋 - 下多田 - 新岩国駅 - 廿木 - 南河内駅入口 - 行波駅入口 - 北河内駅
- [41] 錦帯橋 - 下多田 - 南河内駅入口 - 行波駅入口 - 北河内駅
- [42] 錦帯橋 - 下多田 - 上阿品 - 下多田 - 南河内駅入口 - 行波駅入口 - 北河内駅
  - 2022年10月1日：廿木（はたき） - 北河内駅、下多田 - 上阿品を廃止[24]。
  - 2023年4月1日：新岩国駅 - 廿木を廃止[25]。

大藤線
- [24] 岩国駅（西口） - 三笠橋 - 今津四丁目 - 裁判所 - 錦帯橋 - 下多田 - 新岩国駅 - 柱野駅 - 大藤
- [26] 岩国駅（西口） - 三笠橋 - 今津四丁目 - 山手サンランド - 桜ヶ丘 - 裁判所 - 錦帯橋 - 下多田 - 新岩国駅 - 柱野駅 - 大藤
  - 時期不明：天神町経由から桜ヶ丘経由（系統番号26番）に変更。
  - 2023年10月1日：六呂師口 - 大藤を廃止。柱野（六呂師口）線に変更[26]。

### 岩国市過疎地域乗合バス
2015年（平成27年）10月1日より岩国市からの委託を受けて運行している一般路線バス。しかし実際にはこの当日に運行を開始した「過疎地域乗合バス」は無く、翌10月2日の二鹿線運行をもって事実上の運行開始となった。
岩国市では1995年1月より、旧岩国市地域の路線バス等が行き届かない過疎地域に居住する高齢者および障害者に限定して、高齢者等過疎地域福祉バス「ゆめあい号」を運行していた。これは貸切バスとしての運行であった。
しかし岩国市が2014年3月に策定した「地域公共交通総合連携計画」第二次計画の中で、「ゆめあい号」が唯一の公共交通手段となっている地域が存在することもあり、より多くの人が利用できるよう一般路線バスとして運行することが望ましいと提言した。その後、2014年12月策定の「岩国市中山間地域振興基本計画」、2015年10月策定の「岩国市まち・ひと・しごと創生総合戦略」において、「ゆめあい号」の一般路線化が取り組むべき施策の一つとして認められ「過疎地域乗合バス」に転換するに至った。
2015年（平成27年）10月1日から、持ヶ峠線・叶木線・二鹿線の3系統が運行開始されたが、持ヶ峠線・叶木線は2018年12月を以ていわくにバスによる運行を終了、二鹿線も2020年9月末日を以て同様に運行を終えた《詳細後述》。
各線とも全区間にわたって運行区間により乗車または降車に限定するクローズドドアシステムを導入、一部区間ではフリー乗降制を導入していた。運行頻度は週1～2往復となっていた。
いわくにバスでは現在、広島県内の路線バスを中心に導入されているバスロケーションシステム「BUSit」を導入しているが、過疎地域乗合バスについては導入対象とされていなかった。
また年末年始は、いわくにバスの他の路線バスでは別途定めるところに従い運行されているが、過疎地域乗合バスは運休となった。
運行路線（現在は何れも他事業者に移管済）
- [26] 二鹿線：北河内駅 - 二鹿体育館 - 伊房 - 宮前橋 - 新岩国駅 - 錦帯橋 - 岩国駅（西口）
- [44] 持ヶ峠線：小川津 - 上迫 - 持ヶ峠 - 下阿品 - 上阿品 - 下多田 - 錦帯橋 - 裁判所 - 市役所 - 岩国駅
- [88] 叶木線：六呂師口 - 欽明路 - 叶木 - 大藤 - 通津公民館 - 南岩国駅 - 岩国医療センター - 岩国駅

## 不祥事
いわくにバスでは民営化以降、法令違反による行政処分などの不祥事が相次いでいる。これについて同社公式サイトでは「当社はこのところ、法令違反による行政処分や不祥事を重ねて引き起こしており、不適切な業務執行が続いております」と述べており、また「これらはすべて常勤役員である代表取締役の責任です」などと記載されている。

### バス停飛ばし
2016年9月
2016年（平成28年）9月3日、「岩国市過疎地域乗合バス」として委託運行されていた当乗合バス44系統・持ヶ峠（もちがたお）線を受け持つ運転手が、定められた経路の一部の運行を勝手に省略（バス停飛ばし）していたことが、委託者である岩国市からの発表により明らかとなった。同年8月24日午前に利用客から岩国市に「持ヶ峠バス停にバスが来ない」との苦情が寄せられたところから発覚した。
同社が苦情を受けデジタルタコグラフを調査した結果、当該運転手は2015年11月中旬から2016年8月24日までの間に乗務した43便のうち42便で一部経路の運行を行わず、持ヶ峠まで行かずに1つ手前の沼田原口（ぬたがはらぐち）バス停でUターンして岩国駅へ戻っていた。運転手は、沼田原口バス停で乗車する乗客から「持ヶ峠で乗る人はいないだろう」と言われたことから勝手に運行を途中で打ち切るようになった。
当時、同系統は専従運転手1名、運行管理者3名の4名体制で運行しており、契約社員（有期雇用1年契約）として勤務していた専従運転手がバス停飛ばしを行っていた。当該運転手は乗客からの苦情が寄せられた翌日（2016年8月25日）に懲戒解雇され、その日のうちにいわくにバスは運行委託者である岩国市から再発防止策を検討し報告するよう指導を受けた。岩国市からの指導に対し、いわくにバス社長の上田純史は「生活路線の運行に関しご迷惑をおかけし深くお詫びする。再発防止に努める」と陳謝、指導を受けてから4日後の2016年8月29日にいわくにバスは市と国土交通省中国運輸局に報告を行った。いわくにバスはこの件により、同年に車両使用停止の行政処分を受けた。
唯一の専従運転手であった当該運転手を懲戒解雇とした後に、補充の運転手募集を行ったものの応募者がなく、また社内での公募に応じる運転手もなく事務職員からの配置転換も断られたため、運行管理者に加えて会社役員が当該系統の運転業務を行うなど「不適切な運行体制」となっていた。
こうしたことから負担軽減策として、前記不祥事の現場となった持ヶ峠線に、同じく「岩国市過疎地域乗合バス」の一系統だった叶木線を加えた2系統については乗客がいない場合は運行を行わない「効率的な運行」を開始した。これに対して一部地域から「効率的な運行」の中止を求められ、更に週1回1往復であった運行日の増回要望もあったが、同社では運転手不足により応じられないとした。
こうした中、岩国市では2018年（平成30年）12月に開いた「地域公共交通活性化再生法協議会」の会合に於いて先記2系統の他社への事業移管を決議、同月を以ていわくにバスによる先記2系統の委託運行を終了すると共に、市内のタクシー事業者である第一交通（岩国市南岩国町4丁目65-28、第一交通産業グループ）に路線を移管した。
先記2系統の移管後も「岩国市過疎地域乗合バス」として唯一委託運行を継続してきた二鹿線も、先記2系統と同様に人員不足等の問題から、約2年後となる2020年（令和2年）10月1日に同じく第一交通に路線移管となった。
2017年7月
2017年（平成29年）2月14日に岩国駅発・上迫（かみさこ）行きの系統で、一つ手前の樋の口（ひのくち）で運行を打ち切り折り返していた。乗客から「バスが来ない」という連絡があり発覚した。これにより同年7月31日付で、乗合バス2両の車両使用停止処分（2両×10日）を受けた。当該運転手は2月14日以降は乗務せずに退職した。社長の上田純史は同社公式サイト上で「定められた運行計画を行わなかった事案は何度となく起きており、これらの改善に一切取り組んでいない代表取締役のみに責任が存在すると考えております」と自ら述べている。2016年9月の行政処分に続く「再違反」となる。

### その他の不祥事
- 2012年（平成24年）10月26日、同年5月に行われた国土交通省中国運輸局の監査の結果「乗務時間等の基準の遵守違反」「点呼の実施義務違反」など、5件の旅客自動車運送事業運輸規則違反があったとして、輸送施設（バス）の使用停止30日車（1台×30日間）の行政処分を受ける[11][12]。
- 2015年（平成27年）10月6日、同社の貸切バスが3月18日から25日までのうち、5日間の無車検運行をしていたことを受け、国土交通省中国運輸局が実施した監査の結果、「バスの種別ごとの数の変更の無届け」「乗務員台帳の不備」など複数の道路運送法違反及び旅客自動車運送事業運輸規則違反があったとして、事業用自動車（貸切バス）の使用停止110日車（2台×55日）の行政処分を受ける[16]。
- 2017年（平成29年）10月、JR岩徳線の踏切遮断機とバスの接触事故を起こす。
- 2018年（平成30年）12月14日、運転手の接客態度に関する乗客からの苦情メールに対し、同社社長の上田純史が「運転席の近くに点検用のハンマーがあります。それを使って割とマジで、次から殴っていいです。赤ちゃんと同じなので、その場ですぐ叱らないと理解しません」と返信。乗客がその返信メールをTwitterに投稿すると、いわくにバス公式Facebookがそのツイートをシェアするという事態となった。これについて岩国市に対応を求める情報提供があったため、市が投稿を確認して上田社長に対し不適切として口頭注意した[46][47]。上田は社長就任後にSNSを活用し、運転手から苦情係までこなしてきたが、同社公式Facebookに他の乗客からのクレームもシェアし、返信として2017年（平成29年）3月13日には自ら「全部、余所者公募者長の上田純史が悪いですけどね!岩国から出て行け!みんな喜びます!」と書き込むなどしていた[48]。
- 2019年（令和元年）7月、運転士に対して過労運転を防止するための措置が適切に行われていなかった等により、車両使用停止の行政処分及び附帯命令書、警告書を受ける[1]。

## 車両
大半が岩国市交通局から承継した車両を使用しており、日野自動車製と三菱ふそう製の中型車両が主体。岩国市交通局時代に運行されていた「いちすけ号」（岩国電気軌道の電車を模した電車風バス）や「おはんバス」「錦帯橋バス」も継続して運行されている。
塗色は岩国市交通局からのものを承継した「ベージュに青ライン」のほか、「青一色」のオリジナル塗装のものもある。最近では錦帯橋をイメージした塗装も出ている。高速バス車両は白一色の塗装や路線バス車両に準じた青色、錦帯橋をイメージしたオリジナル塗装が混在している。
通常、モケットは青を基調とする（どのバス会社でも使われている）モケットだが、最近は上品な赤単色のモケットに張り替えが進んでいる

### 主力車種
- 三菱ふそうエアロミディMK
- 日野レインボー
- いすゞエルガミオ
- いすゞエルガ
- 日野ブルーリボンシティハイブリッド
- いすゞガーラ